# سيلفيرتون (أوهايو)
سيلفيرتون، أوهايو

سيلفيرتون (بالإنجليزية: Silverton)‏ هي مدينة أمريكية تقع في ولاية أوهايو. تبلغ مساحة هذه المدينة 2.9 (كم²)،ويبلغ عدد سكانها 5178 نسمة حسب إحصاء سنة 2010 م 5178.تشير إحصاءات سنة 2000م بأن الكثافة السكانية في هذه المدينة تقدر بـ(1794.5) نسمة/كم2 

## التركيبة السكانية
قام مكتب تعداد الولايات المتحدة بتحديد بيانات التركيبة السكانية لسيلفيرتون في تعداد الولايات المتحدة. في ما يلي، التركيبة السكانية حسب تعدادي 2000 و2010.

### تعداد عام 2000
بلغ عدد سكان سيلفيرتون 5,178 نسمة بحسب تعداد عام 2000، وبلغ عدد الأسر 2,534 أسرة وعدد العائلات 1,256 عائلة مقيمة في المدينة.
وتوزع التركيب العرقي للمدينة بنسبة 45.52% من البيض و 0.19% من الأمريكيين الأصليين و 0.81% من الأمريكيين ذوي الأصول الآسيوية و 0.04% من سكان جزر المحيط الهادئ و 50.31% من الأمريكيين الأفارقة و 2.36% من عرقين مختلطين أو أكثر.
بلغ عدد الأسر 2,534 أسرة كانت نسبة 19.5% منها لديها أطفال تحت سن الثامنة عشر تعيش معهم، وبلغت نسبة الأزواج القاطنين مع بعضهم البعض 32.2% من أصل المجموع الكلي للأسر، ونسبة 14.4% من الأسر كان لديها معيلات من الإناث دون وجود شريك، وكانت نسبة 50.4% من غير العائلات. تألفت نسبة 45.4% من أصل جميع الأسر من أفراد ونسبة 12.5% كانوا يعيش معهم شخص وحيد يبلغ من العمر 65 عاماً فما فوق. وبلغ متوسط حجم الأسرة المعيشية 2.84، أما متوسط حجم العائلات فبلغ 2.00.
بلغ العمر الوسطي للسكان 39 عاماً. وكانت نسبة 18.8% من القاطنين تحت سن الثامنة عشر، وكانت نسبة 8.6% بين الثامنة عشر والأربعة وعشرون عاماً، ونسبة 31.3% كانت واقعةً في الفئة العمرية ما بين الخامسة والعشرون حتى والأربعة وأربعون عاماً، ونسبة 22.4% كانت ما بين الخامسة والأربعون حتى الرابعة والستون، ونسبة 18.8% كانت ضمن فئة الخامسة والستون عاماً فما فوق. يوجد لكل 100 أنثى 80.8 ذكر، ويوجد لكل 100 أنثى في الثامنة عشر من عمرها فما فوق 74.9 ذكر.
بلغ متوسط دخل الأسرة في المدينة 35,117 دولار، أما متوسط دخل العائلة فبلغ 43,633 دولار. وكان متوسط دخل الذكور 27,682 دولار مقابل 27,500 دولار للإناث. وسجل دخل الفرد الخاص بالمدينة 18,971 دولار. وكانت نسبة 5.8% من العائلات ونسبة 9.5% من السكان تحت خط الفقر، وكان من هؤلاء نسبة 10.9% تحت سن الثامنة عشر ونسبة 9.2% في الخامسة والستين من العمر وما فوق.

### تعداد عام 2010
بلغ عدد سكان سيلفيرتون 4,788 نسمة بحسب تعداد عام 2010، وبلغ عدد الأسر 2,404 أسرة وعدد العائلات 1,131 عائلة مقيمة في القرية. في حين سجلت الكثافة السكانية 4,313.5 نسمة لكل ميل مربع (1,665.5/كم2). وبلغ عدد الوحدات السكنية 2,626 وحدة بمتوسط كثافة قدره 2,365.8 لكل ميل مربع (913.4/كم2).
وتوزع التركيب العرقي للقرية بنسبة 44.0% من البيض و 0.3% من الأمريكيين الأصليين و 0.8% من الأمريكيين ذوي الأصول الآسيوية و 51.4% من الأمريكيين الأفارقة و 2.7% من عرقين مختلطين أو أكثر.
بلغ عدد الأسر 2,404 أسرة كانت نسبة 19.2% منها لديها أطفال تحت سن الثامنة عشر تعيش معهم، وبلغت نسبة الأزواج القاطنين مع بعضهم البعض 27.4% من أصل المجموع الكلي للأسر، ونسبة 16.1% من الأسر كان لديها معيلات من الإناث دون وجود شريك، بينما كانت نسبة 3.6% من الأسر لديها معيلون من الذكور دون وجود شريكة وكانت نسبة 53.0% من غير العائلات. تألفت نسبة 45.0% من أصل جميع الأسر من أفراد ونسبة 11.2% كانوا يعيش معهم شخص وحيد يبلغ من العمر 65 عاماً فما فوق. وبلغ متوسط حجم الأسرة المعيشية 2.77، أما متوسط حجم العائلات فبلغ 1.95.
بلغ العمر الوسطي للسكان 43.3 عاماً. وكانت نسبة 15.9% من القاطنين تحت سن الثامنة عشر، وكانت نسبة 8.4% بين الثامنة عشر والأربعة وعشرون عاماً، ونسبة 27.9% كانت واقعةً في الفئة العمرية ما بين الخامسة والعشرون حتى والأربعة وأربعون عاماً، ونسبة 31% كانت ما بين الخامسة والأربعون حتى الرابعة والستون، ونسبة 16.8% كانت ضمن فئة الخامسة والستون عاماً فما فوق. وتوزع التركيب الجنسي للسكان بنسبة 46.2% ذكور و53.8% إناث.